# Juan de los Barrios
Fray Juan de los Barrios (Pedroche, 1497-Santafé de Bogotá, Nuevo Reino de Granada, 12 de febrero de 1569) fue el primer arzobispo de Bogotá. Tomó posesión de la silla arzobispal en 1553 y gobernó hasta su muerte, durante 16 años continuos. Como primer arzobispo de Bogotá le correspondió poner los fundamentos organizativos de esta Iglesia, y en ello radica uno de sus mayores méritos. Se hizo franciscano en la Provincia de Los Ángeles, donde recibió la ordenación sacerdotal hacia 1521.

## Biografía
Referencia principal: Banco de la República.
Fray Juan nació en la Villa de Pedroche, antiguo reino de Córdova, a fines del siglo XV, quizá por 1497 y debió ordenarse como sacerdote alrededor de 1521. 
De su vida en España nada se sabe de cierto, solo que fue presentado por el emperador Carlos V para obispo de Asunción de la Plata en el Paraguay, y que fue nombrado por el Papa Paulo III el 1 de junio de 1547. Fray Juan expidió decreto de ejecución el 10 de enero de 1548 en Aranda de Duero con lo cual se consagró en España para este cargo, además de haber sido designado como protector de los indios. El viaje se postergó hasta 1551 cuando se embarcó hacia Asunción de la Plata, pero por causa de un temporal la flota en que viajaba se desbarató y fray Juan se vio forzado a regresar a España. Ante su deseo de no volver a Paraguay, de nuevo fue presentado por el rey, en esta ocasión para el diócesis de Santa Marta en 1551, hacia donde se embarcó, desde San Lúcar de Barrameda, el 4 de noviembre de 1552. Tras un viaje muy azaroso, en el que sufrió toda clase de 'desventuras, como el naufragio de algunos de los barcos que conformaban la flota, el incendio de la nave principal y un ataque de corsarios, desembarcó en las costas de Santa Marta en febrero de 1553.  
Se le dio licencia para pasar a Santa Marta cuatro esclavos para su servicio personal y doce criados, algunos de los cuales servirían como sacristanes. A pesar de que tomó posesión de su sede samaria, de inmediato pensó en trasladarse a la capital del Nuevo Reino de Granada, tanto por las condiciones miserables en que encontró la ciudad de Santa Marta como por lo despoblada, y porque ya el rey había enviado una cédula real al obispo de Santa Marta para que fuera a vivir a Santafé de Bogotá con un salario de 500 maravedíes. Como aún no se ordenaba obispo y tuvo problemas para hacerlo en Puerto Rico o en Cuba, emprendió viaje hacia Riohacha, pero al parecer, se levantaron los indios Buriticá, que solían ser pacíficos, y Fray Juan tuvo que regresar prematuramente a Santa Marta, teniendo como alternativas ser dispensado o hacer el juramento en Popayán. A la capital llegó, aún preocupado por ese asunto, en julio de 1553. 
Innumerables fueron las dificultades que tuvo que sortear a fin de cumplir a cabalidad con su ministerio pastoral. Los principales desacuerdos fueron con las autoridades civiles, con quienes chocó frontalmente por causa de la ejecución de las llamadas Leyes Nuevas, en su carácter de obispo y protector de los indios. La tasación que hizo de los nacidos en el Nuevo Reino, para librarlos de la tiranía y extorsión en que los tenían muchos encomenderos, despertó en los colonos y en algunas justicias reales, una reacción muy contraria hacia él. Al Consejo de Indias llovieron las quejas sobre fray Juan, principalmente de la Real Audiencia  y de los Encomenderos, que juzgaban intromisión suya en asuntos de incumbencia civil e intentaron despojarlo del cargo solicitando su destitución a la Corona, bajo el pretexto de "perjuicio de la jurisdicción real". Esta colisión de autoridades, alimentada por el patronato regio, ensombreció la acción propiamente espiritual del prelado. No obstante, una de sus mejores realizaciones en el campo pastoral fue la promulgación y realización del primer sínodo diocesano, realizado entre el 24 de mayo y el 3 de junio de 1556, en el cual participaron todas las fuerzas vivas de la Iglesia neogranadina. Dividido en 10 títulos, el sínodo legisla acerca de la administración de los sacramentos, la enseñanza de la doctrina, la práctica de la misma, los deberes para con los indios y otros puntos. A1 tratar de poner en práctica las normas del sínodo, fray Juan encontró gran oposición por parte de la Real Audiencia y, sobre todo, de los encomenderos, a quienes les parecieron sumamente gravosas las obligaciones que se les imponían. La pelea constante de fray Juan con los poderosos de la colonia, lo llevó a salir de noche y con un solo criado hacia Cartagena de Indias cuando en 1562, la Audiencia lo desterró a la víspera del Corpus Christi. Desde Cartagena elevó queja al Consejo de Indias y presentó renuncia, pero el 21 de marzo de 1563 le respondieron rechazando esa solicitud y ratificándolo en su cargo. Dos años después, por Cédula Real del 14 de enero de 1565, Santafé sería elevado a la categoría de Arzobispado y fray Juan sería nombrado Primer Metropolitano, pero la bula de erección (fechada el 22 de marzo de 1564) contenía un error de nombre, llamándolo Martín en vez de Juan. Este error se explica en que su antecesor en Santa Marta era fray Martín de Calatayud y desde sus tiempos el Rey estaba tramitando el traslado del obispado a Santafé de Bogotá. De Los Barrios no creyó que el cambio de nombres pudiera comprometer la validez del documento pontificio y así empezó a firmar como "El Arzobispo deste Nuevo Reino". 
Otra obra emprendida con mucho entusiasmo por fray Juan fue la construcción de la Catedral. La primera parroquia de Santa Fe de Bogotá estaba ubicada en el lugar en que hoy se encuentra la Capilla del Sagrario y fray Juan consideró que la ciudad necesitaba de una catedral, la cual dispuso con una capilla de Nuestra Señora y otra del Crucifijo, una sacristía y un bautisterio. En 1553 comenzaron la construcción los albañiles Pedro Vásquez y Baltasar Díaz, en el lugar en que hoy se encuentra la Catedral Primada de Bogotá. En 1556, tres años después de iniciar la construcción, las paredes ya se estaban fisurando, pero la obra continuó. Fray Juan mandó a pintar el retablo y a instalar el ornamento bordado. En 1565 quedó terminada la obra, pero por desgracia se desplomó completamente la víspera de su inauguración. Este hecho descorazonó al prelado, pues había consumido mucho dinero, trabajos y tiempo durante los casi 10 años que había tomado levantarla y no pudo cumplir la ilusión de consagrarla como catedral metropolitana, que ya había sido elevada a esa categoría por una bula papal de 1564. "Por efecto de los oficiales, la noche antes del día que le había de estrenar, con misa de pontifical, a que estaba prevenido se vino todo al suelo; pero como la Divina Majestad quería que éste prelado empezara el magnífico templo de esta insigne catedral, le dio valor para que descubriera la grandeza de su corazón, fundada sobre la baja de su profunda humildad. El mismo día,solo, con su hábito religioso, se fue a la cantera, que estaba apartada de la ciudad y trajo sobre sus hombros la primera piedra, a cuyo ejemplo los clérigos, los religiosos y todos los vecinos estuvieron cargando piedra por muchos días". De Los Barrios no era de aquellos hombres que se dejan vencer fácilmente.
De Los Barrios ordenó al padre Romero, primer párroco de Nuestra Señora de Las Nieves y primer mestizo que se ordenó como sacerdote en el Nuevo Reino de Granada, por lo que recibió una reprimenda del Obispo de Cartagena: "En cuanto a las órdenes que el Arzobispo del Nuevo Reino ha dado a personas inméritas, le avisamos que tenga en esto la mano y solo ordene los que fueren suficientes, y que por ahora no conviene que los mestizos se ordenen, hasta que otra cosa se provea".
Además de todos los tropiezos descritos, fray Juan entró en conflicto con las comunidades de dominicos y franciscanos. Su carácter, para algunos imprudente, lo llevó a entablar conflicto por los predios del monasterio e iglesia que los religiosos dominicos iban a dejar libres al trasladarse al convento, junto a la Catedral. Amparado en una Cédula Real que ordenaba que "cada repartimiento que vacase, la mitad de la demora de aquel año se aplicase para hacer hospital y sustentar a los pobres, así españoles como naturales", el arzobispo pidió a los Oidores que esos edificios se destinaran al Hospital que la ciudad aún no tenía. Fray Juan no fue atendido en su solicitud y los edificios fueron derrumbados. Persistiendo en cubrir la necesidad pública ordenada por la Cédula Real, donó las casas de su morada, contiguas a la catedral, para que se inaugurara allí el Hospital de San Pedro, primer Hospital de Bogotá, en el que debían ser atendidos preferencialmente los pobres de la ciudad y que funcionó allí hasta el traslado de pacientes y mobiliario, en 1773, al Hospital de Jesús, José y María, luego conocido como Hospital San Juan de Dios de Bogotá. 
Durante su estadía en Santafé, De Los Barrios hizo varias solicitudes para volver a España, pero no le fueron concedidas. "Aún siendo anciano, las duras penalidades que ha sufrido no le han minado su ánimo, tan derecho en las obras como en el cuerpo, porque él no sabía de desfallecimientos. Sus vivos ojos conservan el mismo brillo de otros tiempos, su voluntad sigue siendo indomable, no obstante que el asma lo trabaja tanto". Murió el 12 de febrero de 1569.